# Foce di Campolino
La Foce di Campolino (1.785 m s.l.m.) è un passo di montagna situato nell'Appennino Tosco-Emiliano, al confine tra la provincia di Pistoia e la provincia di Lucca.
Le antiche mulattiere ed i sentieri che vi transitano mettono in comunicazione la Valle del Sestaione, sul versante pistoiese, ove si trovano i paesi di Pian di Novello e di Pian degli Ontani, nel Comune di Abetone Cutigliano, collegati alla vicina Strada Provinciale n. 20 e alla Strada Statale n. 12 dell'Abetone e del Brennero, con l'alta Garfagnana, sul versante lucchese, con i paesi di Montefegatesi e Bagni di Lucca. Dal valico passa anche il sentiero di crinale che porta dai paesi di Pian di Novello, Pian degli Ontani, La Lima fino alla vetta dell'Alpe Tre Potenze, a 1940 metri di altezza e costeggia la Riserva Naturale di Campolino.  

## Caratteristiche
Il valico ha la forma di una caratteristica sella tra due monti, situata presso la testata della alta Valle del Sestaione, lungo il crinale che si distacca verso Ovest dall'Alpe Tre Potenze; dopo la suddetta Foce il crinale prosegue fino al Monte Poggione, per degradare poi dolcemente fino alla confluenza del Torrente Sestaione nel Torrente La Lima, tributario del fiume Serchio.
Il valico resta al di sopra del limite altimetrico della vegetazione arborea; nei dintorni vi sono brughiere di alta quota e vaccinieti alternati a rocce affioranti.
Dal valico si osserva un ampio panorama verso la valle del Sestaione, verso la Garfagnana e verso le cime più elevate dell'alto crinale dell'Appennino tosco-emiliano: Alpe Tre Potenze, Monte Gomito, Monte Poggione, Monte Spigolino, Monte Cupolino, Monte Cornaccio, Monte Corno alle Scale; in lontananza si scorgono la Valle dell'Arno, la pianura della lucchesia, i Monti Pisani, le vette delle Alpi Apuane e nelle giornate serene si può ammirare il mare e le isole dell'arcipelago Toscano.

## Aree protette
Nelle immediate vicinanze del valico si trova la riserva naturale Campolino che riveste una notevole importanza sotto l'aspetto scientifico, e forestale, ambientale e naturalistico. Attualmente la Riserva, orientata, è area protetta dalla Regione Toscana. Fu creata nel 1972 ed assegnata al Corpo Forestale dello Stato affinché salvaguardasse le millenarie popolazioni autoctone di Picea abies, l'Abete rosso indigeno più a Sud d'Italia. La riserva occupa una superficie di 98 ettari ed annovera varie specie d'interesse botanico.
Migliaia di anni fa, l'Abete rosso era assente da tutto l'Appennino, fatta eccezione proprio per la Valle del Sestaione, nella quale, intorno a 6000 anni fa, raggiunse la sua massima estensione. Successivamente il Faggio riprese lentamente il sopravvento facendo regredire le colonie superstiti di questa conifera.
Negli anni sessanta per valorizzare le risorse turistiche del luogo, collegandolo al vicinissimo paese di Abetone, furono tracciate alcune piste di sci alpino e realizzati quattro impianti di risalita, uno dei quali giungeva proprio nei pressi del valico, cioè presso la Foce di Campolino. 
A causa del mancato rinnovo delle concessioni pubbliche sulle aree demaniali, nel recente passato sono state completamente eliminati gli impianti di risalita e le infrastrutture ricettive, tuttavia sono rimaste le piste di sci diventate famose per la pratica dello sci alpinismo  e per le escursioni con le ciaspole.
Infatti, l'area con clima particolarmente rigido che ha permesso la notevole diffusione dell'abete rosso è nota fra gli appassionati per le notevoli precipitazioni invernali. 
Nella parte bassa della Riserva di Campolino si trova l'Orto Botanico Forestale dell'Abetone. Le specie e varietà arboree, arbustive ed erbacee ivi osservabili sono molte; alcune sono rare.
Relativamente vicino alla Foce di Campolino si trova l'ampio pianoro della conca glaciale del Lago Nero, a 1730 metris.l.m., con annesso bivacco ristrutturato dalla Comunità Montana e attualmente in gestione al CAI; nei pressi del Lago nero si può osservare un boschetto di Pino mugo, presenza vegetale singolare in Appennino introdotto nel dopoguerra ai fini di rimboschimento che si è adattato così bene da essere ritenuto una pianta infestante. Nel Lago Nero si possono osservare i Tritoni. Dalla Foce di Campolino passa il sentiero che porta, sul versante lucchese, alla vicina riserva naturale Orrido di Botri.